# Javabronzemännchen

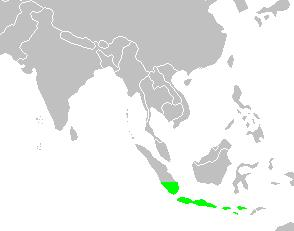
Verbreitungskarte

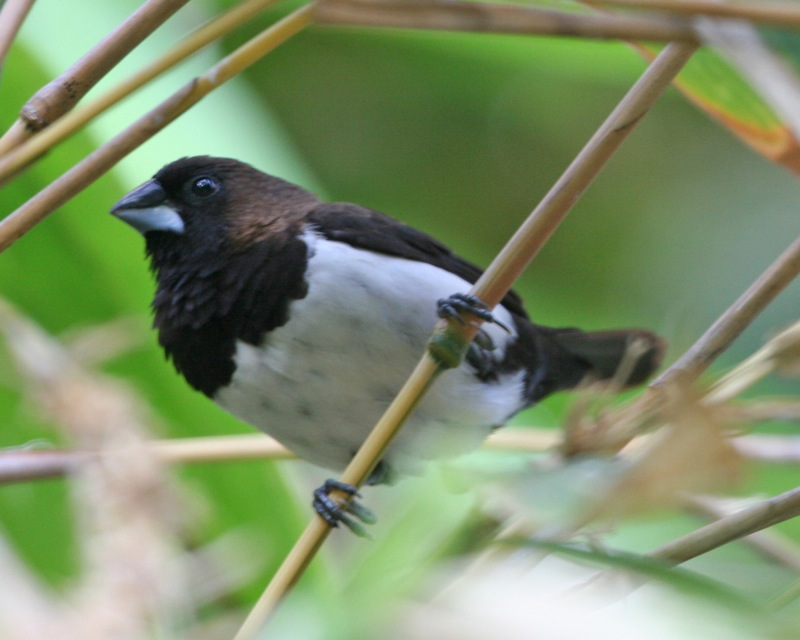

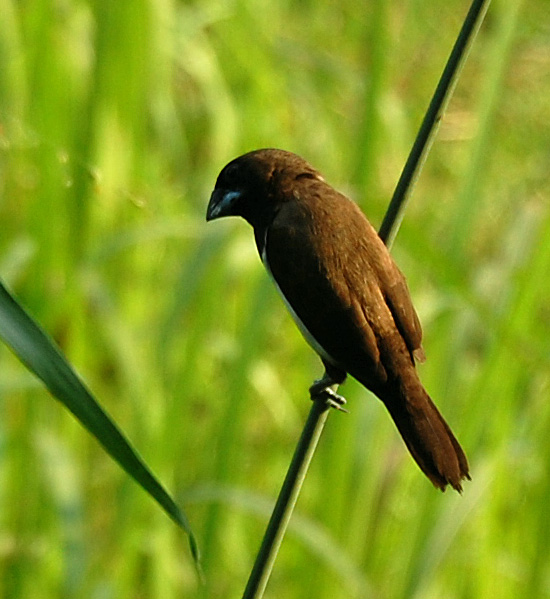

Das Javabronzemännchen (Lonchura leucogastroides), auch Schwarzbürzelbronzemännchen genannt, ist eine Art aus der Familie der Prachtfinken. Es werden keine Unterarten unterschieden. Von der IUCN wird die Art als nicht gefährdet („least concern“) eingeordnet.

## Beschreibung
Das Javabronzemännchen erreicht eine Körperlänge von etwa elf Zentimeter und zählt damit zu den mittelgroßen Prachtfinkenarten. Es besteht kein Sexualdimorphismus.
Der Vorderkopf, die Kehle und die Vorderbrust sind bei beiden Geschlechtern schwarz. Der Oberkopf, die Halsseiten, der Rücken und die Flügeldecken sind erdbraun. Der hintere Bürzel und die Oberschwanzdecken sind dunkelbraun. Die Schwingen sind ebenfalls dunkelbraun und der Schwanz ist schwarzbraun. Die Körperunterseite ist überwiegend weiß: Lediglich die Steißgegend und die Unterschwanzdecke sind braun. Der vor allem in älterer Literatur gebräuchliche deutsche Name Schwarzbürzelbronzemännchen ist daher etwas irreführend. Die hinteren Körperseiten dagegen sind schwärzlich.
Den Jungvögeln fehlt das Schwarz an Kopf und Vorderhals. Sie sind auf der Körperoberseite braun und weisen deutlich helle Schaftstreifen auf. Auf der Körperunterseite sind sie beige bis cremeweiß.

## Verbreitungsgebiet und Lebensraum
Das Verbreitungsgebiet des Javabronzemännchen ist der Süden Sumatras sowie die Inseln Java, Bali und Lombok. In der Region von Singapur ist das Javabronzemännchen eingebürgert. Möglicherweise handelt es sich auch bei den Javabronzemännchen im Süden Sumatras und auf der Insel Lombok um Gefangenschaftsflüchtlinge.
Der Lebensraum des Javabronzemännchens ist offenes Gras- und Buschland. Hier ist sie ebenso auf dem Erdboden wie in den Kronen von Bäumen zu beobachten. Die Art hat sich auch menschlichen Siedlungsraum als Lebensraum erschlossen und kommt häufig auf Kulturland und in Gärten vor. Die Höhenverbreitung reicht bis 1.500 Meter über NN, allerdings kommt diese Prachtfinkenart überwiegend in niedrigeren Höhenlagen vor.

## Lebensweise
Javabronzemännchen leben paarweise oder in kleinen Gesellschaften. Die Nahrung besteht überwiegend aus Grassamen und anderen Sämereien. Auch Reis wird von ihnen gefressen. Der überwiegende Teil der Nahrung wird auf dem Boden aufgenommen.
Die Stimmfühlungslaute sind hoch und werden lautmalerisch mit pi-i, pii-it oder tie-e wiedergegeben. Sie rufen außerdem tschilpend chi-ii. Der Gesang gleicht anderen Arten der Bronzemännchen, wobei eine besonders hohe Ähnlichkeit mit dem des Spitzschwanz-Bronzemännchens besteht.
Auf Java und Bali brütet das Javabronzemännchen zu allen Jahreszeiten. Das Nest befindet sich überwiegend hoch in Astgabeln oder Palmquirlen. Das Gelege besteht gewöhnlich aus vier bis fünf Eiern, die weißschalig sind. Am Brutgeschäft sind beide Elternvögel beteiligt. Die Brutzeit beträgt ungefähr dreizehn Tage. Über die Nestlingszeit liegen keine einheitlichen Angaben vor. Bei in Gefangenschaft gehaltenen Vögeln wurden sowohl achtzehn bis zwanzig sowie zwanzig bis achtundzwanzig Tage beobachtet. Störungen in der Jugendentwicklung können zu der ungewöhnlich langen Nestlingszeit von achtundzwanzig Tagen geführt haben. Es sind aber auch Beobachtungsfehler nicht ausgeschlossen. Mit 35 bis 38 Lebenstagen sind die Jungvögel selbständig. Sie bilden dann gewöhnlich mit anderen Jungvögeln einen Schwarm. Die Jugendmauser beginnt im Alter von sechs Wochen und ist mit zwölf Wochen abgeschlossen.

## Haltung
Das Datum der Ersteinfuhr von Javabronzemännchen lässt sich nicht mehr rekonstruieren, sie scheinen jedoch schon sehr früh nach Europa gelangt zu sein, denn im Jahre 1879 wurden sie als eine Art beschrieben, die gelegentlich im Handel erhältlich sei. Bis gegen Ende des Zweiten Weltkrieges gelangten sie immer nur vereinzelt in den Handel. Heute werden sie in kleiner Anzahl von verschiedenen Importeuren nach Europa eingeführt. Nur sehr wenige Halter züchten diese Art regelmäßig.

## Belege

### Einzelbelege
1. ↑   BirdLife Factsheet, aufgerufen am 6. Juli 2010
2. ↑   Nicolai et al., S. 290
3. ↑   Nicolai et al., S. 292
4. ↑   Nicolai et al., S. 293
5. ↑   Nicolai et al., S. 291